# Жибоу
Жибоу (рум. Jibou, мађ. Zsibó) град је у северозападној Румунији у историјској покрајини Трансилванији. Трећи је град по важности у округу Салаж.
Према попису из 2002. у граду је живело 11.306 становника.

## Географија
Жибоу се налази на северозападу историјске покрајине Трансилваније, око 82 km северозападно до Клужа. Западно од града пружа се покрајина Кришана.
Смештен је у долини реке Самош на 250 m надморске висине.

## Становништво
У односу на попис из 2002., број становника на попису из 2011. се смањио.
| 1977. | 1992.  | 2002.  | 2011.  |
| ----- | ------ | ------ | ------ |
| 8.841 | 11.989 | 12.283 | 10.407 |

Матични Румуни чине већину градског становништва Жибоуа (81%), а од мањина има Мађара (13%) и Рома (5%). Мађари су почетком 20. века били у већини. У Жибоуу су у прошлости живели и Немци који су се током 20. века иселили у матицу.